# André Gisselbrecht
André Gisselbrecht, né le 21 mars 1927 à Tours et mort le 22 septembre 2006 à Clamart, est un germaniste, universitaire et intellectuel communiste français.

## Biographie
Né en 1927 à Tours, André Gisselbrecht est issu d'un milieu populaire. Il réussit de brillantes études qui le mènent à l'École normale supérieure (promotion L1948),.
C'est à cette période qu'il s'engage au sein du Parti communiste français (PCF).
Agrégé d'allemand (1952), il enseigne dans diverses universités tout en commençant une thèse sur Thomas Mann et écrivant très régulièrement dans diverses revues liées au PCF, comme Clarté, France Nouvelle, Recherches internationales. Il épouse en 1952 la militante communiste Hélène Cuenat. Ils ont une fille, Michèle, avant de divorcer en 1959.
En 1956, il publie Schiller et la Nation allemande.
Cette même année, il entre au comité de rédaction de La Nouvelle Critique, alors dirigée par Jean Kanapa et en devient, après le remplacement de ce dernier par Guy Besse, directeur adjoint de la rédaction, jusqu'en 1966.
Ses prises de positions en faveur des thèses d'Althusser contre celles de Garaudy, puis la publication d'un article dans lequel il refusait la subordination du travail littéraire à la ligne du parti lui valent, en 1966, de se voir refuser la succession de Guy Besse à la tête de la revue. Il abandonne son poste de rédacteur en chef adjoint en 1969. 
Il est nommé maître-assistant à l'Université Paris VIII, dès son ouverture en 1969 à Vincennes, et y terminera sa carrière comme maître de conférences.
Resté au comité de rédaction de La Nouvelle Critique, il prend des distances avec l'orthodoxie soviétique, marque une certaine sympathie pour les théories des promoteurs du Printemps de Prague, tout en s'intéressant littératures d'Europe de l'Est, alors assez peu diffusées en France.
Après la disparition de La Nouvelle Critique, il contribue à la revue Révolution, censée lui succéder, mais qui fait long feu.
De plus en plus distant avec la ligne du parti, il finit par le quitter en 1989.
Il meurt le 22 octobre 2006 et est inhumé à  Nanterre.

## Publications
- Schiller et la nation allemande, Éditions sociales, 1956, 125 p.
- Thomas Mann et les «Buddenbrooks», essai d'explication, Centre d'études et de recherches marxistes, 1961

Il est également l'auteur de nombreuses traductions et présentations d'œuvres  de Bertolt Brecht, Georg Lukács, Peter Weiss ou Thomas Mann.